# آردا کالینز
آردا کالینز ( انگلیسی: Arda Collins؛ زادهٔ ۱۷ دسامبر ۱۹۷۴) شاعر و نویسنده ارمنی‌تبار اهل ایالات متحده آمریکا است.

## زندگی‌نامه
وی در ۱۷ دسامبر ۱۹۷۴ در نیویورک به دنیا آمد و از کارگاه نویسندگان آیووا و دانشگاه دنور فارغ‌التحصیل گشت. وی همچنین برنده جوایزی همچون مجموعه شاعران جوان ییل (۲۰۰۸) و جایزه شعر فرهنگستان هنر و علوم آمریکا (۲۰۰۸) شد. وی در دانشگاه ماساچوست در امهرست،  دانشگاه نیویورک و دانشگاه ویکتوریا در ولینگتون، نیوزیلند تدریس نموده است.